# Michèle Noiret
Pour les articles homonymes, voir Noiret.

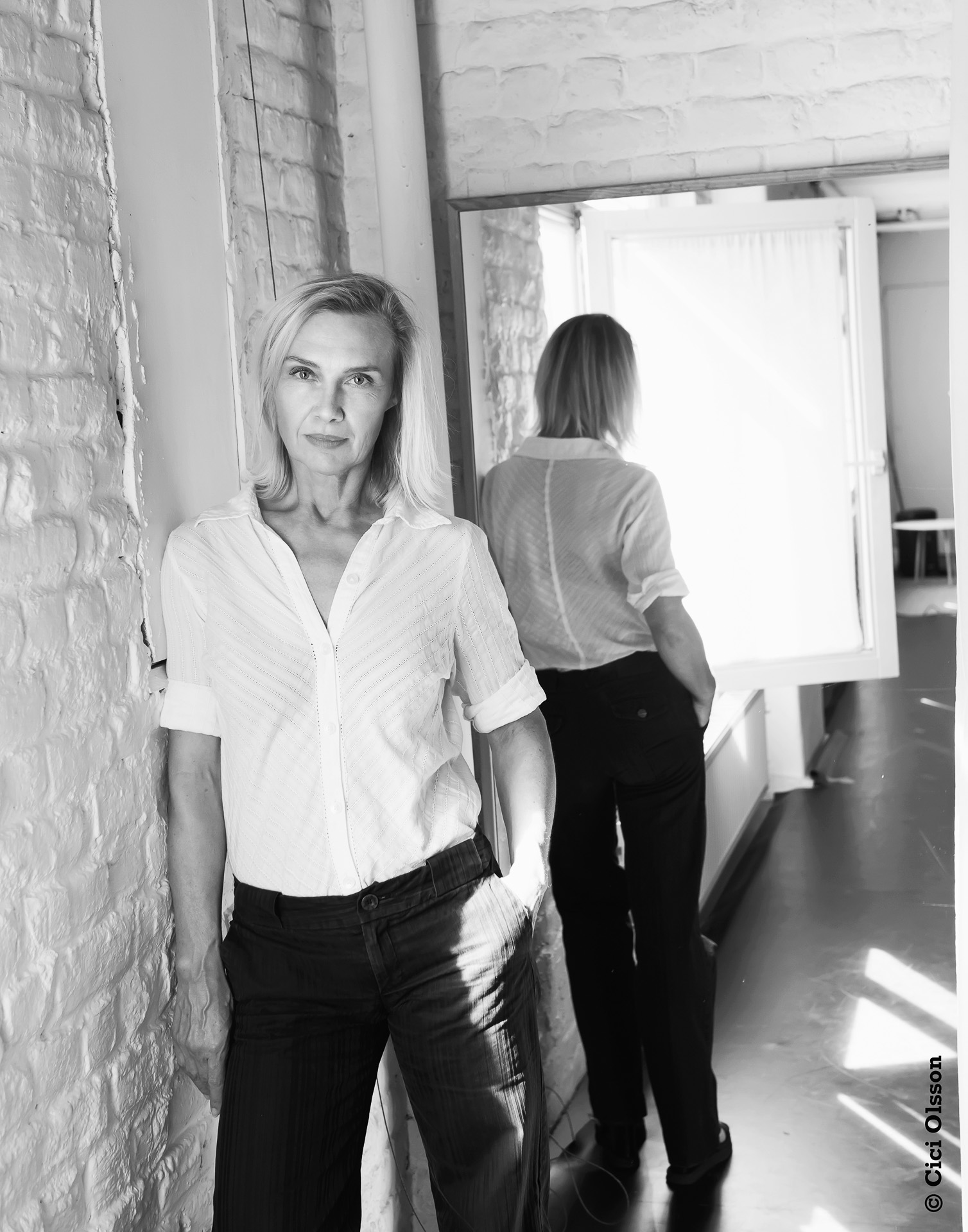
Michèle Noiret © Cici Olsson

Michèle Noiret, née à Bruxelles, est une chorégraphe belge de danse contemporaine.

## Biographie
Fille de Joseph Noiret, poète, écrivain, cofondateur du mouvement expérimental Cobra. Michèle Noiret fait ses études à l’école Mudra, fondée à Bruxelles par Maurice Béjart, où elle rencontre le compositeur allemand Karlheinz Stockhausen. Leur étroite collaboration durant plus de quinze ans lui a permis d’explorer corporellement le système de notation inventé par le compositeur. Elle fonde sa compagnie à Bruxelles en 1986. Son travail s'appuie sur l'utilisation de diverses techniques chorégraphiques, mais aussi théâtrales, ainsi que l'usage des nouvelles technologies[Lesquelles ?].
L’ouverture à d'autres disciplines artistiques telles que les arts plastiques, les métamorphoses de l'espace scénique, les nouveaux médias du son et de l'image, les compositions musicales originales, sont autant de caractéristiques de son écriture chorégraphiques. Michèle Noiret compte à son actif plus d'une trentaine de productions chorégraphiques au cours desquelles la rencontre avec d'autres artistes a été marquante. Le Solo Stockhausen a notamment été adaptée au cinéma par Thierry Knauff en 2004.  La création d'une véritable danse-cinéma ainsi que la construction de personnages chorégraphiques sont d’autres caractéristiques de son travail.
Elle a été artiste associée au Théâtre national de Belgique de 2006 à 2017 (dirigé par Jean-Louis Colinet), et au Théâtre Les Tanneurs de 2000 à 2006 (dirigé par Geneviève Druet). La compagnie bénéficie du soutien de la Fédération Wallonie Bruxelles, de la Loterie nationale et de Wallonie-Bruxelles International (WBI).
Elle est membre de l'Académie royale de Belgique. 

## Chorégraphies
Sont donnés uniquement les lieux de création
- 1986 : La Crevêche, solo à l'Ancienne Belgique, Bruxelles. Création du duo au Festival Gestes, Le Botanique, Bruxelles.
- 1989 : Vertèbre, au Théâtre de la Digue, Toulouse.
- 1990 : Louisiana Breakfast, au Botanique, Bruxelles.
- 1990 : Chassé-croisé, pour le Ballet royal de Wallonie au Palais des beaux-arts de Charleroi.
- 1991 : L'Espace oblique, au Botanique, Bruxelles.
- 1992 : Poussières d'ocre, pour la compagnie Dansgezelschap Reflex de Groningen.
- 1993 : Avna, au Botanique, Bruxelles – Duo interprété par Karine Ponties et Michèle Noiret.
- 1994 : Langage secret, commande de Charleroi/Danses pour la Biennale internationale de Charleroi avec Akarova et Michèle Noiret.
- 1994 : Tollund, au Botanique, Bruxelles – Duo interprété par Bud Blumenthal et Michèle Noiret.
- 1996 : Les Plis de la nuit, au Botanique, Bruxelles.
- 1997 : Paysage promenade, au Palais des beaux-arts de Charleroix lors de Charleroi/Danses.
- 1997 : Solo Stockhausen, lors du Festival Bellone Brigittines, Bruxelles – Solo sur la musique Tierkreis du compositeur Karlheinz Stockhausen.
- 1997 : Hisolo, au Botanique, Bruxelles – Solo interprété par Emilio Gutiérrez.
- 1998 : En jeu, au Botanique, Bruxelles.
- 2000 : In Between, au Théâtre Les Tanneurs dans le cadre de Bruxelles/Brussel 2000.
- 2001 : Twelve Seasons, aux Tanneurs dans le cadre du Kunstenfestivaldesarts.
- 2002 : Mes jours et mes nuits, aux Tanneurs.
- 2003 : Sait-on jamais ?, dans le cadre du Kunstenfestivaldesarts.
- 2004 : Territoires intimes, au Manège de Maubeuge dans le cadre de Lille 2004 / Festival Borderline.
- 2005 : Les Familiers du labyrinthe, au Palais Garnier pour les danseurs du Ballet de l'Opéra de Paris.
- 2006 : Chambre blanche, aux Tanneurs – Prix de la critique Théâtre-Danse de la Communauté française de Belgique du meilleur spectacle de danse de la saison 2006/2007
- 2007 : Les Arpenteurs, au Théâtre national Wallonie-Bruxelles avec les Percussions de Strasbourg, musique de François Paris.
- 2009 : Demain, Théâtre national Wallonie-Bruxelles – Prix de la critique Théâtre-Danse de la Communauté française de Belgique du meilleur spectacle de danse de la saison 2008/2009
- 2009 : De deux points de vue, commande de Didier Deschamps, créée à L'Autre Canal et au Manège.mons.
- 2010 : La Primultime Rencontre, commande de Bernard Foccroulle lors du Festival d'Aix-en-Provence – Solo dansé par Michèle Noiret, en prélude à l'opéra Un retour d'Oscar Strasnoy
- 2010 : Minutes opportunes, au Théâtre national Wallonie-Bruxelles
- 2011 : Hôtel Folia, commande de Frédéric Flamand pour les danseurs du ballet national de l'Opéra de Marseille.
- 2013 : Hors-champ, au Théâtre national Wallonie-Bruxelles – long-métrage scénique pour cinq danseurs et un cadreur
- 2014 : Carte de visite, lors du Festival XS au Théâtre national Wallonie-Bruxelles
- 2014 : Palimpseste solo, dans le cadre du Festival Atlantide / Le Lieu Unique, Scène nationale de Nantes
- 2015 : Radioscopies, au Théâtre Le Manège dans le cadre de Mons 2015, capitale européenne de la culture et du Festival international Via – court-métrage scénique
- 2016 : L'Escalier rouge, au Théâtre national Wallonie-Bruxelles
- 2016 : Chambre d'écoute, pour le Jeune ballet du Conservatoire national supérieur de musique et de danse de Lyon
- 2016 : Palimpseste Solo/Duo, au Théâtre national de Chaillot
- 2019 : Désirs, dans le cadre du Festival XS au Théâtre national Wallonie-Bruxelles
- 2019 : Vertèbre, recréation de Vertèbre (1989)
- 2019 : Le Chant des ruines, Charleroi/Danses
- 2022 : l’œil, l’oreille et le lieu, duo danse/cinéma, a été créé en septembre 2022 en Norvège et y a été jouée 14 fois dans 5 lieux différents
- 2024 : Up Close !, solo chorégraphié et dansé par Michèle Noiret, Les Brigittines

## Prix et distinctions
- 1994 : Médaille d’or aux jeux de la Francofolie pour Vertèbre
- 2000 : Prix de la SACD et nommée au Prix Océ des Arts de la Scène pour In Between
- 2005 : Prix du Meilleur Film sur l’Art (Asolo, Italie), Prix Biennal Hainuyer de la Création Audio-Visuelle (Charleroi), Prix du Meilleur Film de Fiction (Namur), Prix de la Meilleure Bande Sonore (Namur) pour le film Solo de Thierry Knauff
- 2006 : Prix de la critique Théâtre-Danse de la Communauté française du meilleur spectacle de danse pour Chambre blanche
- 2007 : Prix d’interprétation à Michèle Noiret - CWB Paris pour le film à Mains Nues de Thierry Knauff
- 2008 : Prix du Meilleur Film de Fiction (Bombay, Miff) pour le film Solo de Thierry Knauff
- 2009 : Prix de la critique Théâtre-Danse de la Communauté française du meilleur spectacle de danse pour DEMAIN
- 2016 : Nommée au Brussels Art Film Festival - BAF pour le film Michèle Noiret à contrechamp de Tanguy Cortier/RTBF
- 2023 : Prix de la critique Maeterlinck 2023, nomination de l'oeil, l'oreille et le lieu dans la catégorie meilleure "Création artistique et technique"